# Pantaleón
Pour les articles homonymes, voir Pantaléon (homonymie).
Manuel Quevedo Vernetta, plus communément appelé Pantaleón, est un footballeur espagnol né le 11 avril 1937 à Las Palmas (Espagne) et mort le 18 mai 2016 à Madrid. Il évoluait au poste de défenseur.

## Biographie

### En club
Pantaleón est d'abord joueur du Valencia CF Mestalla de 1955 à 1957.
En 1957, il rejoint l'UD Las Palmas.
Il est transféré au Real Madrid en 1959.
Il dispute notamment un match de Coupe des clubs champions contre la Jeunesse d'Esch lors de la campagne 1959-1960. Le club remporte la compétition et Pantaleón est sacré champion d'Europe,.
Après cette saison, il évolue sous les couleurs de Elche CF.
Il joue successivement avec le CE L'Hospitalet et le Deportivo La Corogne.
En 1965, il rejoint l'UE Lleida.
Après deux saisons avec Lleida, il raccroche les crampons.
Le bilan de la carrière de Pantaleón s'élève à 90 matchs joués en première division, pour aucun but inscrit, 116 matchs en deuxième division, pour un but marqué, et également et une rencontre en Coupe d'Europe des clubs champions.

## Palmarès
| Real Madrid - Coupe des clubs champions (1) : - Vainqueur : 1959-60. |